# Dreffa
Dreffa es un fabricante de relojes suizo. El nombre es una marca registrada propiedad de TGX Holdings.

## Historia
Desde 1874, la familia de Armand Dreyfus se dedicaba a la relojería en La-Chaux-de-Fonds. Armand Dreyfus nació el 21 de enero de 1894, y fundó Dreffa en Ginebra, Suiza, con el nombre de Montres Dreffa, SA. Montres significa relojes en francés y Dreffa, es un acrónimo derivado de su nombre "DRE" y "F" o "FA". En 1924, Dreyfus buscó expandir el mercado fuera de Suiza y cambió el nombre a "Dreffa Watch Co.", SA.
En 1946, Montres Dreffa, SA registró el nombre "Dreffa Watch" en EE. UU. y comenzó a vender sus relojes de lujo en ese país bajo el nombre Dreffa. El logotipo se modificó para incluir la palabra Genève. Sin embargo, en 1975, durante la crisis del cuarzo, la firma sufrió cuantiosas pérdidas, al igual que cientos de otras empresas relojeras suizas, y redujo la producción de sus relojes de alta gama debido a la caída del mercado de los relojes mecánicos en favor de los movimientos de cuarzo. La fábrica se encontraba en el 30 Rue du Stand de Ginebra.
En 1985, Jacques Maguin adquirió la marca Dreffa y actualizó el logotipo para incluir una D con manecillas en su interior a las 10:10.

## Colecciones
Los relojes incluyen el cronógrafo de triple fecha y fase lunar, relojes femeninos con diamantes y joyas incrustadas, el reloj Dreffa Swiss 200 Meter Professional Diving ATM, el reloj clásico suizo Dreffa Genève para hombre con baño de oro, el reloj de pulsera Dreffa para mujer con bisel bañado en oro de 10 quilates y 17 joyas, y el Dreffa Genève YGF de colección de los años 50.

## Actividades posteriores
En 2014, TGX Holdings adquirió la marca registrada "Dreffa". Yehuda Fulda, presidente del consejo de administración de TGX Holdings, contrató a Mark Haus para supervisar las operaciones. Además de la fabricación en Ginebra, también se fabricarán relojes en Glashütte (Sajonia).